# Dicranoloma kunkelii
Dicranoloma kunkelii är en bladmossart som beskrevs av H. Robinson 1974. Dicranoloma kunkelii ingår i släktet Dicranoloma och familjen Dicranaceae. Inga underarter finns listade i Catalogue of Life.